# Heinrich Gresbeck
Heinrich Gresbeck (* im 15. oder 16. Jahrhundert; † im 16. Jahrhundert) war ein Bürger der Stadt Münster. Er übte das Tischlerhandwerk aus und verfasste die einzige ausführliche zeitgenössische Geschichte des Täuferreichs von Münster.

## Leben und Werk
Heinrich Gresbeck lebte als junger Mann von 1530 bis 1534 zum Teil als Landsknecht außerhalb Münsters. Als die Täufer die Oberhand in der Stadt bekamen, stand er im Dienst einer vornehmen Familie bei Münster. Gerade während der aufregendsten Wirren befand er sich seit Februar 1534 auf Urlaub bei seiner Mutter in der Stadt und blieb dort die nächsten 15 Monate. Am 27. Februar 1534 ließ er sich taufen und durchlebte alle Freuden und Leiden der Wiedertäufer während der langen Belagerung der Stadt durch Bischof Franz von Waldeck. Doch scheint er sich nicht mit ganzer Seele der Sache hingegeben, sondern bald Abscheu gegen das Treiben der Wiedertäufer empfunden zu haben, wozu auch der Umstand stimmt, dass er den Führern der Bewegung nicht nähergestanden hat. Das Ende der immer katastrophaleren Situation in Münster wartete er nicht ab, sondern floh im Mai 1535 mit einigen Gefährten aus der Stadt, fiel aber den Landsknechten, die zum Belagerungsheer gehörten, in die Hände. Ausnahmsweise wurde sein Leben verschont, da die Knechte ihm seine Jugendlichkeit anrechneten und weil er dem Belagerungsheer Informationen zu liefern versprach, damit es ohne großen Verlust in die Stadt gelangen könne. Er bezeichnete ein Tor, bei dem er selbst oft Wache gestanden hatte, als den schwächsten Punkt der Stadtbefestigung, und seine Angaben, die er durch Erdmodelle genauer erklärte, fanden umso mehr Glauben, als ein anderer Flüchtling aus Münster gleichzeitig denselben Plan empfohlen hatte. Auf dieser Grundlage wurde der Angriff geplant, der am 24. Juni 1535 auch gelang. Gresbeck trug damit wesentlich zur Eroberung Münsters bei.
Von Gresbecks späteren Lebensschicksalen ist wenig bekannt. Eine Belohnung für seine Dienste erhielt er vom Bischof erst um 1542, indem ihm das Haus seiner Mutter, das zu den sequestrierten Wiedertäufer-Gütern gehörte, damals überlassen wurde. Er lebte zu dieser Zeit in Osnabrück. Fern von Münster und mehrere Jahre nach diesen Ereignissen schrieb er um 1540 seine Erinnerungen daran als Augenzeugenbericht nieder. Dieser führt den Titel: Summarische Erzählung und Bericht der Wiedertaufe und was binnen der Stadt Münster in Westfalen zugetragen im Jahr 1535. Carl Adolph Cornelius gab diesen Bericht in den Geschichtsquellen des Bistums Münster (2. Band: Berichte der Augenzeugen über das Münsterische Wiedertäuferreich, Münster 1853, S. 1–214) erstmals vollständig heraus. Er charakterisiert Gresbeck als ungebildeten, aber verständigen Mann aus dem Volk und aufmerksamen Beobachter. Sein Werk sei originell, eine fremde, nachbessernde Hand nicht nachweisbar. Ferner beschreibt Cornelius Gresbecks Stil als sachgemäß, lebendig und anschaulich; auch bediene sich der Verfasser einer dem Volk geläufigen Sprache.
Gresbecks Erzählung ist vor allem durch ihren Detailreichtum, mit der etwa das Alltagsleben im belagerten Münster geschildert wird, historisch wertvoll. Seine Darstellung gehört zu den Vorläufern der Memoirenliteratur, die besonders seit dem  Dreißigjährigen Krieg in Deutschland blühte und im Simplicissimus und im Moscherosch ihre hervorragendsten Vertreter hat.

## Textausgaben
- Meister Heinrich Gresbecks Bericht von der Wiedertaufe in Münster. In: Carl Adolph Cornelius (Hrsg.): Die Geschichtsquellen des Bisthums Münster. Zweiter Band: Berichte der Augenzeugen über das Münsterische Wiedertäuferreich. Münster 1853
  - Dazu: Ernst Laubach: Eine Abschrift des Gresbeck-Berichtes über die Täuferherrschaft im Politischen Archiv des Landgrafen Philipp des Großmütigen von Hessen. In: Westfälische Zeitschrift 168, 2018, S. 93–96 (online)